# آرامگاه خواجه عبدالله انصاری
آرامگاه خواجه عبدالله انصاری که به‌نام گازرگاه هم شناخته می‌شود محل دفن خواجه عبدالله انصاری، از عارفان صوفی‌مسلک فارسی‌زبان است. خواجه عبدلله انصاری یکی از نویسندگان، شاعران و عرفانیان کبیر در تاریخ افغانستان است. این آرامگاه در حملات گروه طالبان به هرات در سال‌های ۲۰۰۱ و ۲۰۲۱ میلادی خرابی‌های کوچکی برداشت.
این بنا در شمال شهر هرات، در دامن فراخ کوه واقع شده است.

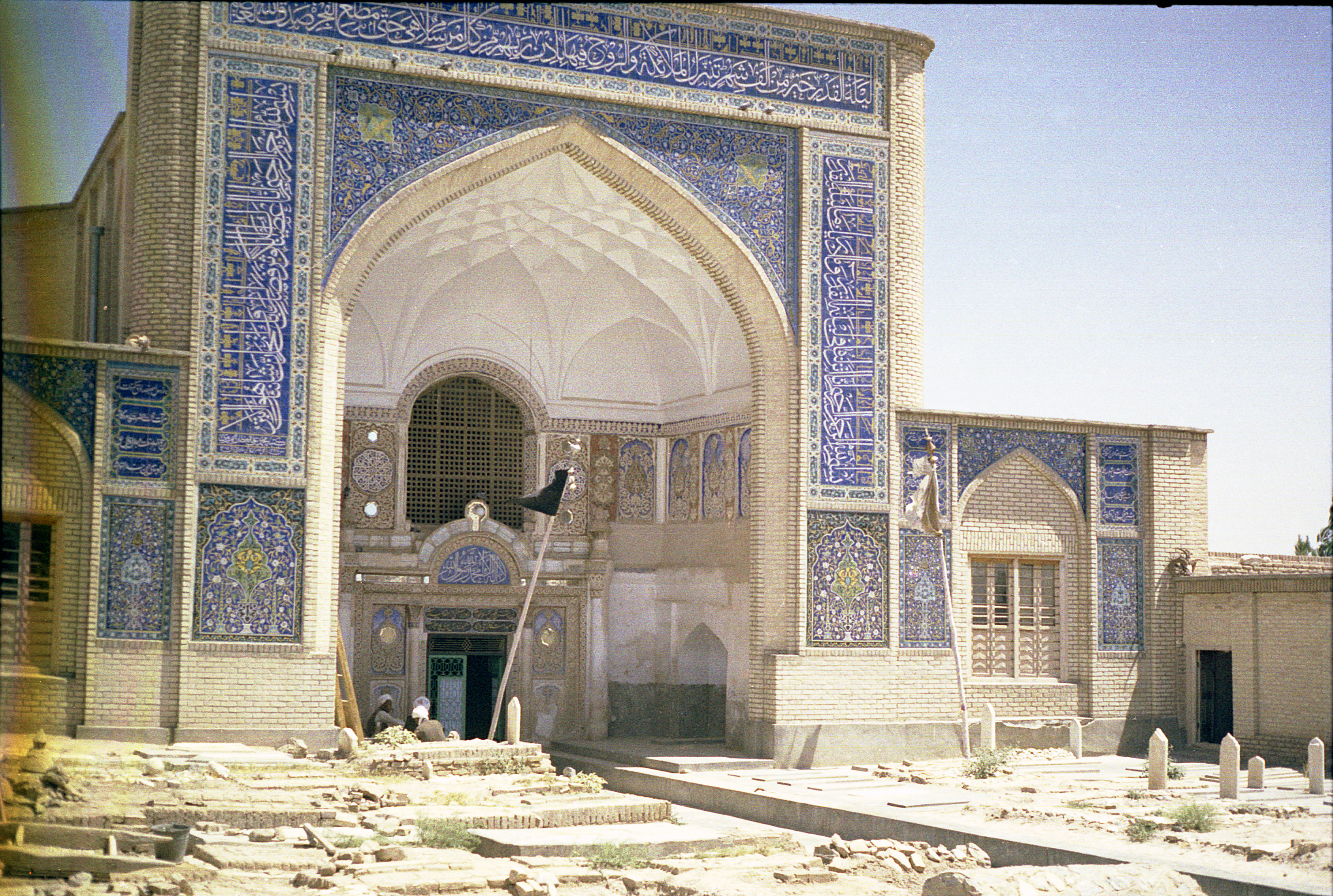
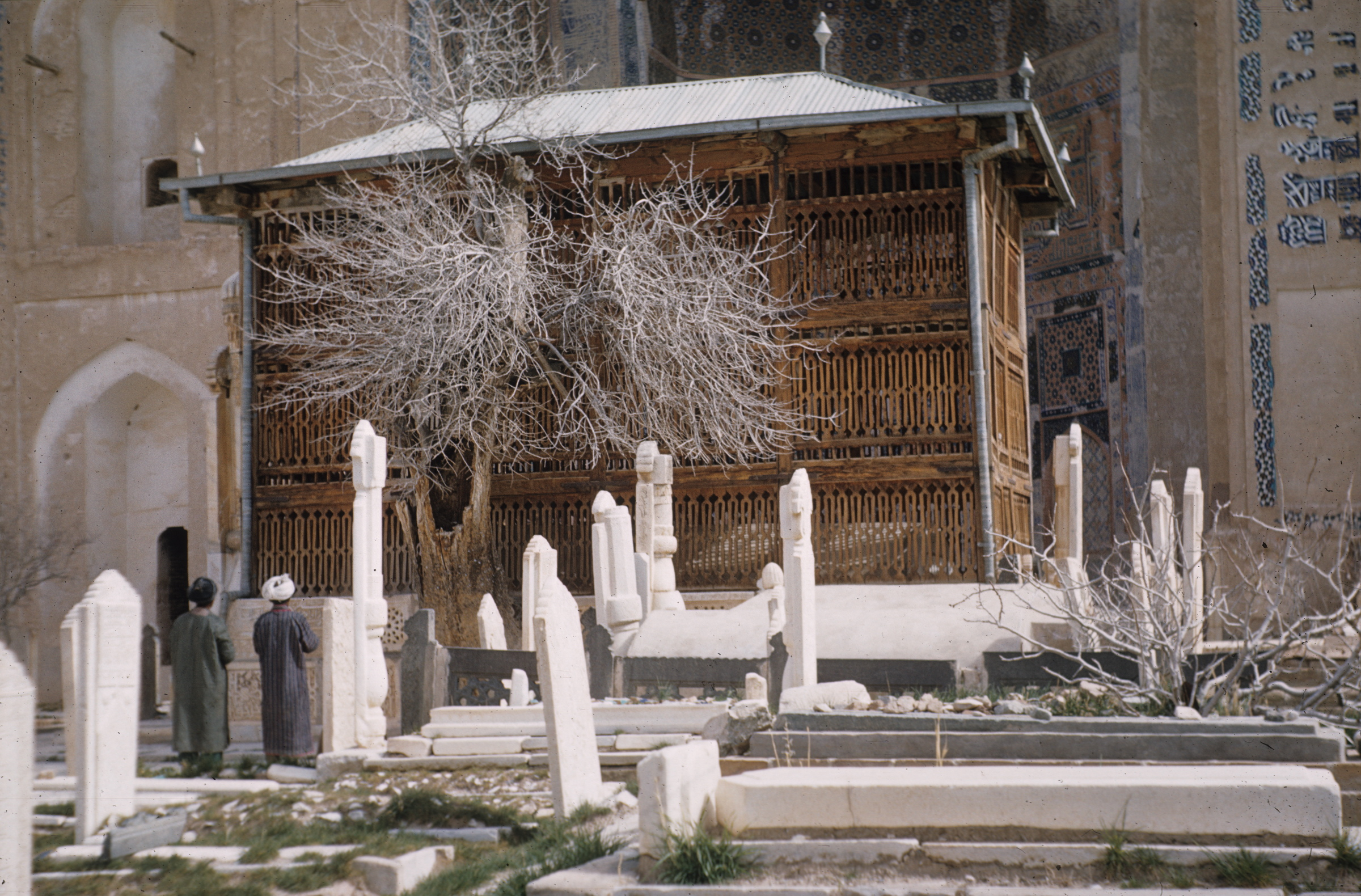
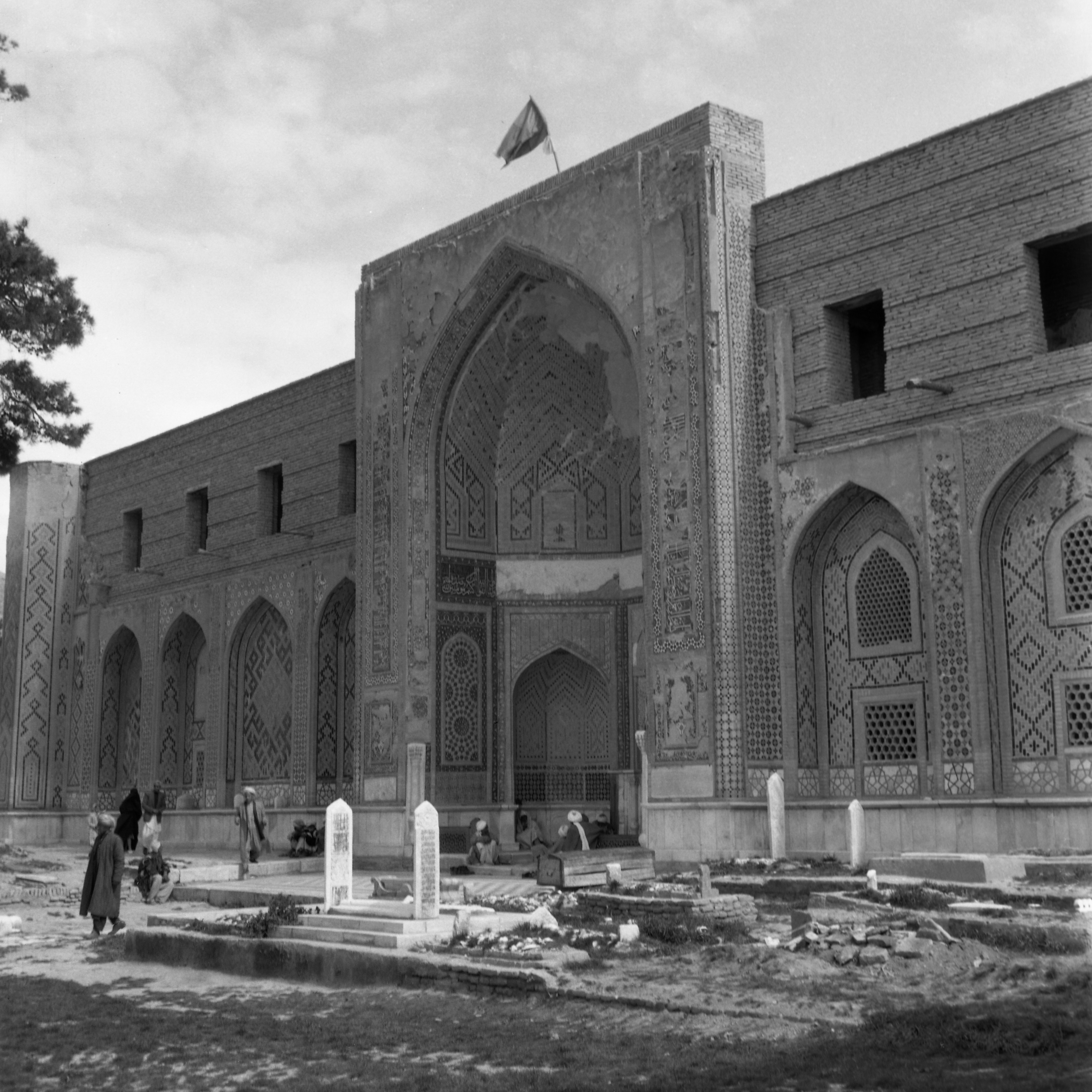
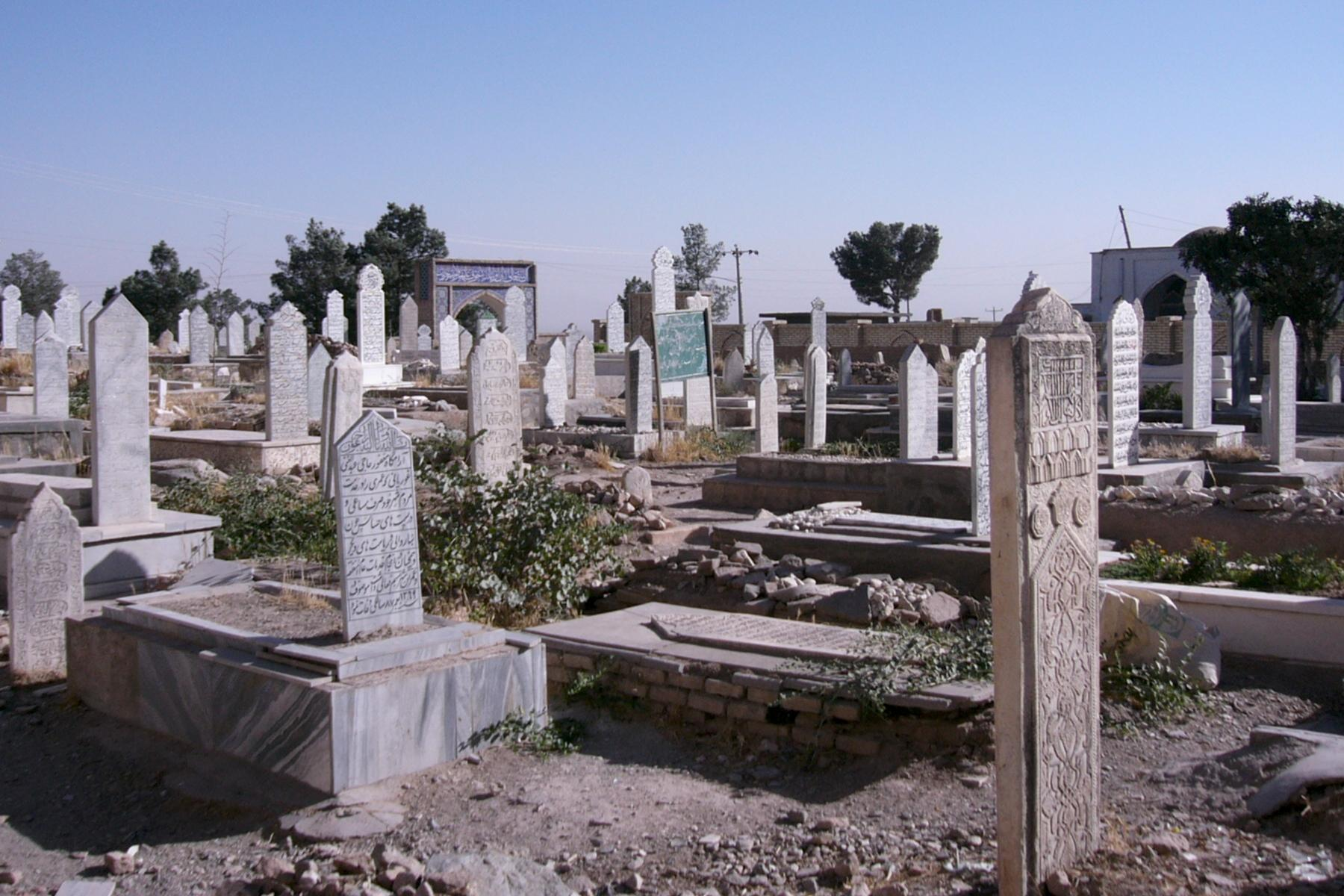
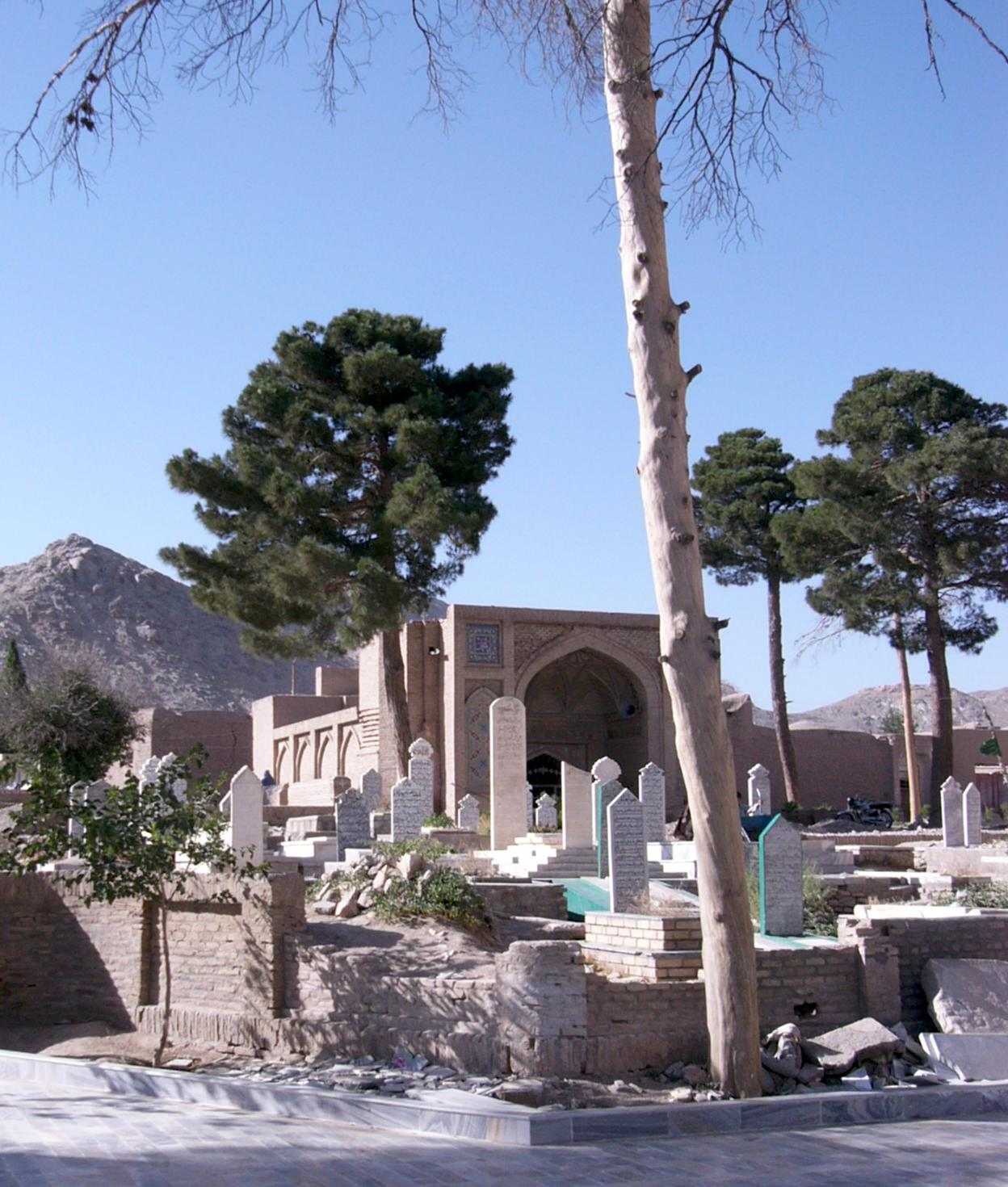